# Natație la Jocurile Olimpice de vară din 2024 - 4x100 m mixt ștafetă (feminin)
Proba de înot 4x100 de metri mixt ștafetă feminin de la Jocurile Olimpice de vară din 2024 a avut loc în perioada 3-4 august 2024 la Paris Aquatics Centre.

## Recorduri
Înaintea acestei competiții, recordurile mondiale și olimpice erau următoarele:
| Record  | Atlet                            | Timp    | Loc                    | Data          |
| ------- | -------------------------------- | ------- | ---------------------- | ------------- |
| Mondial | Statele Unite ale Americii (USA) | 3:50,40 | Gwangju, Coreea de Sud | 28 iulie 2019 |
| Olimpic | Statele Unite ale Americii (USA) | 3:51,60 | Tokyo, Japonia         | 1 august 2021 |

## Program
Orele sunt ora Franței (UTC+1) 
| Data                    | Timp  | Etapă      |
| ----------------------- | ----- | ---------- |
| Sâmbătă, 3 august 2024  | 12:52 | Calificări |
| Duminică, 4 august 2024 | 19:32 | Finala     |

## Rezultate

### Calificări
Echipele cu cei mai buni opt timpi, indiferent de serie, s-au calificat în finală.
| Loc | Serie | Culoar | Țară | Timp    | Note |
| --- | ----- | ------ | --- | ------- | ---- |
| 1   | 1     | 4      | Australia · Iona Anderson (58,67) · Ella Ramsay (1:06,79) · Alexandria Perkins (56,59) · Meg Harris (52,76)                    | 3:54,81 | C    |
| 2   | 2     | 5      | Canada · Ingrid Wilm (59,42) · Sophie Angus (1:06,07) · Mary-Sophie Harvey (57,68) · Penny Oleksiak (52,93)                    | 3:56,10 | C    |
| 3   | 1     | 5      | China · Wang Xue'er (59,75) · Tang Qianting (1:05,74) · Yu Yiting (56,50) · Wu Qingfeng (54,25)                                | 3:56,34 | C    |
| 4   | 2     | 4      | Statele Unite ale Americii · Katharine Berkoff (58,98) · Emma Weber (1:07,39) · Alex Shackell (57,32) · Kate Douglass (52,71)  | 3:56,40 | C    |
| 5   | 2     | 6      | Japonia · Rio Shirai (1:00,91) · Satomi Suzuki (1:05,52) · Mizuki Hirai (56,32) · Rikako Ikee (53,77)                          | 3:56,52 | C    |
| 6   | 2     | 3      | Suedia · Hanna Rosvall (1:00,16) · Sophie Hansson (1:07,24) · Louise Hansson (56,62) · Sarah Sjöström (53,31)                  | 3:57,33 | C    |
| 7   | 1     | 6      | Franța · Emma Terebo (59,16) · Charlotte Bonnet (1:07,40) · Marie Wattel (57,19) · Mary-Ambre Moluh (53,65)                    | 3:57,40 | C    |
| 8   | 1     | 3      | Olanda · Maaike de Waard (1:00,19) · Tes Schouten (1:07,88) · Tessa Giele (57,01) · Marrit Steenbergen (52,40)                 | 3:57,48 | C    |
| 9   | 1     | 7      | Germania · Laura Riedemann (1:01,05) · Anna Elendt (1:05,92) · Angelina Köhler (56,74) · Nina Holt (54,41)                     | 3:58,12 |      |
| 10  | 2     | 2      | Marea Britanie · Kathleen Dawson (1:00,67) · Angharad Evans (1:05,40) · Keanna Macinnes (58,72) · Freya Anderson (53,55)       | 3:58,34 |      |
| 11  | 2     | 1      | Irlanda · Danielle Hill (1:00,84) · Mona McSharry (1:05,38) · Ellen Walshe (58,01) · Grace Davison (55,89)                     | 4:00,12 | RN   |
| 12  | 1     | 2      | Polonia · Adela Piskorska (1:00,96) · Dominika Sztandera (1:07,39) · Paulina Peda (58,66) · Kornelia Fiedkiewicz (53,93)       | 4:00,94 |      |
| 13  | 1     | 1      | Hong Kong · Hoi Shun Stephanie Au (1:01,49) · Siobhan Haughey (1:07,01) · Cheuk Tung Natalie Kan (59,75) · Hoi Lam Tam (55,30) | 4:03,56 |      |
| 14  | 2     | 8      | Singapore · Levenia Sim (1:02,30) · En Yi Letitia Sim (1:06,76) · Quah Jing Wen (59,94) · Gan Ching Hwee (56,58)               | 4:05,58 |      |
|     | 1     | 8      | Danemarca · Schastine Tabor · Thea Blomsterberg · Martine Damborg · Elisabeth Sabroe Ebbesen                                   | DS      |      |
|     | 2     | 7      | Italia · Margherita Panziera · Benedetta Pilato · Viola Scotto Di Carlo · Sofia Morini                                         | DS      |      |

### Finala
| Loc | Culoar | Țară | Timp    | Note |
| --- | ------ | --- | ------- | ---- |
| 1   | 6      | Statele Unite ale Americii · Regan Smith (57,28) RO · Lilly King (1:04,90) · Gretchen Walsh (55,03) · Torri Huske (52,42) | 3:49,63 | RM   |
| 2   | 4      | Australia · Kaylee McKeown (57,72) · Jenna Strauch (1:07,31) · Emma McKeon (56,25) · Mollie O'Callaghan (51,83)           | 3:53,11 |      |
| 3   | 3      | China · Wan Letian (59,81) · Tang Qianting (1:05,79) · Zhang Yufei (55,52) · Yang Junxuan (52,11)                         | 3:53,23 |      |
| 4   | 5      | Canada · Kylie Masse (58,29) · Sophie Angus (1:06,54) · Maggie Mac Neil (55,79) · Summer McIntosh (53,29)                 | 3:53,91 |      |
| 5   | 2      | Japonia · Rio Shirai (1:01,24) · Satomi Suzuki (1:05,08) · Mizuki Hirai (56,27) · Rikako Ikee (53,58)                     | 3:56,17 |      |
| 6   | 1      | Franța · Emma Terebo (59,00) · Charlotte Bonnet (1:06,85) · Marie Wattel (57,29) · Beryl Gastaldello (53,15)              | 3:56,29 | RN   |
| 7   | 7      | Suedia · Hanna Rosvall (1:00,38) · Sophie Hansson (1:06,24) · Louise Hansson (56,95) · Sarah Sjöström (53,35)             | 3:56,92 |      |
| 8   | 8      | Olanda · Maaike de Waard (59,91) · Tes Schouten (1:08,55) · Tessa Giele (57,51) · Marrit Steenbergen (53,55)              | 3:59,52 |      |